# クロトリマゾール
クロトリマゾール（Clotrimazole）はヒトおよび動物に用いるアゾール系真菌感染症治療薬の一つである。カンジダ症、白癬、癜風の治療に用いられる。商品名エンペシド。
WHO必須医薬品モデル・リストに収載されている。

## 効能・効果
各種の外用薬が入手できる。トローチが存在するが、用途は口腔内感染症に限られている。
外用液・クリーム
白癬（足部白癬（汗疱状白癬、趾間白癬）、頑癬、斑状小水疱性白癬）
カンジダ症（指間びらん症、間擦疹、乳児寄生菌性紅斑、皮膚カンジダ症、爪囲炎）
癜風
トローチ
HIV感染症患者における口腔カンジダ症（軽症、中等症）―食道カンジダ症および全身性の深在性真菌症には無効
腟錠
カンジダに起因する腟炎および外陰腟炎
トローチは好中球減少症患者の口腔カンジダ症予防にも用いられる。海外では一般用医薬品として市販されている。
クロトリマゾールトローチは1日5回（3〜4時間毎）×14日間、外用液とクリームは1日2〜3回×2〜8週間、膣錠は1日1回×3〜7日使用する。
皮膚糸状菌症、股部白癬、足白癬の治療にはクロトリマゾール・ベタメタゾン併用も使用される。
いずれも局所投与薬なので成人と小児とに投与量の区別はないが、特にトローチでは、低出生体重児、新生児、乳児、幼児、小児に対する安全性は確立していない。
加えて、クロトリマゾールは鎌状赤血球症に関する病態の治療にも応用される。

### 妊産婦
局所投与されたクロトリマゾールは少量が体内に吸収される（経皮・経膣では検出限界以下 トローチでは血中濃度：4.1ng/mL）ので、妊婦のカンジダ症治療に用いる場合には有益性と有害性を比較勘案する必要がある。

## 副作用
クロトリマゾールの主な副作用は、外用液・クリーム・膣錠では刺激感・疼痛（1%未満）、熱感（1%未満）、発赤・紅斑（1%未満）、炎症（1%未満）、びらん（0.1%未満）、丘疹（0.1%未満）等で、トローチでは嘔気(3.4%)、嘔吐(1.7%)、腹痛 (3.7%)、血清中肝酵素上昇(1.7%)等である。経口薬で10%以上（日本の添付文書では5%未満）に肝酵素上昇が現れるとする資料もあり、そのため定期的に肝機能測定を実施すべきとされている。経口薬過量投与（クロトリマゾール60〜100mg/kg/日）で抑うつ、見当識障害、傾眠、視覚障害が現れたとの報告がある。膣錠使用時に、多尿や滲出液漏出、性交相手の陰部刺激感が生じることがある（1%未満）。
クロトリマゾールクリームと膣錠は油脂を含むので、ラテックスの避妊具が破れる可能性がある。

## 薬剤相互作用
クロトリマゾール局所投与時の他薬との相互作用は知られていない。しかし、トローチが溶けた後は唾液と共に飲み込まれて胃から吸収され、CYP3A4を始めとするシトクロムP450を阻害して多くの相互作用をする。CYP3A4で代謝される薬剤の血中濃度は、クロトリマゾールトローチ使用時に上昇する。一部の薬剤は、クロトリマゾールと併用すべきではない。

## 作用機序
クロトリマゾールはカンジダ等の真菌の細胞壁の透過性を亢進させる。細胞膜のリン脂質に結合し、細胞膜に必須のエルゴステロールや他のステロールの生合成を阻害する。これにより細胞間成分が失われ、細胞死が導かれる。